# Pierre-François Barbaroux
Pierre-François Barbaroux est un sculpteur français né à Marseille le 17 avril 1848, où il est mort le 6 juillet 1903.

## Biographie
Pierre-François Barbaroux est élève de Jules Cavelier et expose, à Paris, au Salon de la Société des artistes français, depuis 1880 jusqu'en 1901, année où il habite à Valenciennes. Il remporte une troisième médaille en 1884 avec une statue en plâtre intitulée Graziella l'almée, et une deuxième en 1888 avec une autre statue en plâtre, La Nuit (musée des Beaux-Arts de Marseille), qui lui valut encore une médaille de bronze à l'Exposition universelle de 1889. Il meurt en 1903.

## Œuvres
- L'Automne, statue plâtre, Salon de 1880 (no 6071).
- Pêcheur aux crabes, statue en plâtre, Salon de 1881 (no 3597).
- Portrait de M. C…, médaillon en plâtre, Salon de 1882 (no 4080).
- Portrait de Mlle …, buste en plâtre, Salon de 1883 (no 3312).
- Graziella l'almée, statue en plâtre, Salon de 1884 (no 3265).
- Portrait de Mme …, buste en plâtre, Salon de 1885 (no 3326).
- L'Orphelin, statue en plâtre, Salon de 1887 (no 3614).
- La Nuit, statue en plâtre, Salon de 1888 (no 3762) et Exposition universelle de 1889 (no 1662). Cette statue, acquise par l'État, a été envoyée au musée des Beaux-Arts de Marseille.
- Astolphe et le géant Caligorant, groupe en plâtre, Salon de 1891 (no 2248).
- Mme Putiphar et Joseph, groupe en plâtre, Salon de 1893 (no 2538).
- La Cigale envoyant un baiser aux premiers rayons du soleil, statuette en plâtre, Salon de 1894 (no 2725).
- L'Adieu au mousse, groupe en plâtre, Salon de 1899 (no 3178).
- Portrait de M. Jayraud, buste en plâtre, Salon de 1901 (no 2972).
- Portrait de Mme S…, buste en plâtre, Salon de 1901 (no 2973).